# 奥斯曼主义
奥斯曼主义（土耳其語：Osmanlılık / Osmanlıcılık），是奥斯曼帝国后期兴起的一种民族主义思潮，起源于坦志麦特時期，其支持者認為它可以解決奥斯曼帝國面臨的社會問題（巴爾幹臣民的民族主義）。

## 歷史

### 概念起源
鄂圖曼主义受到孟德斯鳩和盧梭以及法國大革命等思想家的強烈影響，它促進了米利特之間的平等。簡單地說，鄂圖曼主义主張：所有臣民不論信什麼宗教，在法律上的權利、義務一律相同。米利特仍存在，但世俗方面如教育、徵兵、吉兹亞和兵役（穆斯林免交吉兹亞但需強制服役；非穆斯林習惯交錢免役）被同一應用到所有臣民身上。
鄂圖曼主义很可能是因为歐洲民族主義思想和西方越來越多地影響奧斯曼帝國的反應而產生的。坦志麥特改革和《巴爾塔利曼條約》以後，奧斯曼人擔心歐洲人所構成的威脅越來越大。但由於民族主義，具有共同認同感的民族國家開始在歐洲興起，尤其是希臘獨立戰爭，這開始影響到奧斯曼帝國的各個民族。在這些情況下，奧斯曼主義被發展為一種社會和政治對策，希望能夠拯救帝國免於倒台。
1856年的改革上諭承諾：臣民不分宗教，權利完全平等，創造了一個共同的鄂圖曼帝國公民權，但幾乎被所有臣民反對。
鄂圖曼主义在俄土战争戰败，巴爾幹臣民獨立後放棄。直至青年土耳其黨人復行1876年憲法恢復議會後復興。在第一次巴爾幹戰爭被完全放棄，由泛突厥主義和泛伊斯蘭主義取代。

### 青年土耳其革命
在1908年的土耳其革命和第二個憲政時代，奧斯曼主義得到了復興。在1912-13年的第一次巴爾幹戰爭中，奧斯曼帝國喪失了大部分由基督教少數民族居住的歐洲領土，許多穆斯林從這些地區逃離，許多基督徒則從其餘的奧斯曼領土逃離。